# Garriguella
Garriguella es un municipio y localidad española de la provincia de Gerona, en la comunidad autónoma de Cataluña. El término municipal, ubicado en la comarca del Alto Ampurdán, tiene una población de 967 habitantes (INE 2024).

## Geografía
El punto más alto de su término es el puig de Sant Silvestre (304 m) en la sierra de la Baga d'en Ferran. Su vegetación se compone de pinedas, alcornoques y los campos de cultivo de secano.

## Demografía
Garriguella cuenta con una población de 967 habitantes (INE 2024).

### Evolución de la población
| Gráfica de evolución demográfica de Garriguella entre 1842 y 2021                                                   |
| |
| Población de derecho según los censos de población del INE Población de hecho según los censos de población del INE |

## Economía
Hay campos de secano con cereales, olivos y viñas. Junto con la elaboración de vinos y licores son la base de su economía.

## Patrimonio
- Iglesia parroquial de Santa Eulalia de Noves. De los siglos XVIII y XIX, conserva restos de un antiguo templo prerrománico del siglo XI, que había pertenecido al monasterio de San Pedro de Roda.
- Masia de n'Hortús. siglo XVI. Arquitectura popular.
- Molí de Vent. Del siglo XVIII.
- Santa María del Camp. Antiguo priorato.